# Вознюк Степан Тихонович
Степан Тихонович Вознюк (31 липня 1927, с. Тараканів, сьогодні Дубенський район, Рівненська область — 26 березня 2022, Рівне) — український вчений-агроном.

## Життєпис
Народився 31 липня 1927 року у с. Тараканів Дубенського району Рівненської області у родині Євдокії Іванівни і Тихона Карповича Вознюків. Навчався у Тараканівській початковій школі (1934—1939 рр.), Дубенській СШ № 2 (1939—1941), Дубенському сільськогосподарському технікумі (1944—1947 рр.) Закінчив Львівський сільськогосподарський інститут (1948—1953 рр.), Кременецький учительський інститут (заочно). Доктор с.-г. наук, професор, заслужений діяч науки і техніки України, дійсний член Української академії екологічних наук, Міжнародної академії екологічних наук, Міжнародної академії комп'ютерних наук. Автор понад 200 наукових праць, з них 12-ти монографічних, 5-ти навчальних посібників, ряду рекомендацій виробництву. Предмет досліджень з кандидатської і докторської дисертацій — гідроморфні ґрунти Полісся і Лісостепу України: властивості збереження, окультурення і підвищення родючості. 1954—1956 рр. — аспірант кафедри ґрунтознавства Харківського с.-г. інституту ім. В. В. Докучаєва (науковий керівник академік О. Н. Соколовський). Рік захисту кандидатської дисертації — 1959, докторської — 1969. Працював у Харкові (1956—1970): вченим секретарем УНДІГ, молодшим, старшим науковим співробітником, завідувачем лабораторії родючості ґрунтів Українського н.-д. інституту ґрунтознавства. Місто Рівне (1970—1998): ректор Українського інституту інженерів водного господарства (нині Національний університет водного господарства та природокористування) і зав. кафедрою ґрунтознавства (1970—2004 рр.) З грудня 1998 р. — радник ректора і голови Рівненської облдержадміністрації. З листопада 2013 р. — завідувач кафедри агрохімії, ґрунтознавства та землеробства. Під його науковим керівництвом підготували і захистили дисертації 15 кандидатів і 8 докторів наук. Протягом 17 років — голова Рівненського обласного товариства «Знання».
Нагороджений орденами «Знак пошани», «Заслужений діяч науки і техніки України», «Трудового Червоного Прапора», «За заслуги III ступеня». Володів українською, польською, німецькою, частково англійською мовами.
Основна сфера наукових інтересів — вивчення властивостей, шляхів збереження і підвищення родючості гідроморфних ґрунтів України під кутом зору можливих їх антропогенних змін і впливу на оточуюче середовище (позитивних і негативних) — як визначально-структурного елементу ландшафту в зоні достатнього зволоження.
Тривале і старанне вивчення природних умов генезису цих ґрунтів, вторинних змін їх властивостей під впливом антропогенного навантаження, гідротехнічних меліорацій (в системі ґрунт — вода — повітря) дозволило прогнозувати напрямки таких змін. Як наслідок — разом зі співавторами розроблено теорію структурних меліорацій органогенних і мінеральних легкого механічного складу ґрунтів — як засобу їх збереження і стабілізації родючості шляхом цілеспрямованої зміни твердої фази ґрунту. Вона знайшла підтвердження у практиці землеробства. Вивчення змін мінерального складу, гідравлічних, фізичних (теплових), фізико — хімічних властивостей структурно — меліорованих ґрунтів, землеробства на них одержало практичне підтвердження врожаями.
Всі наукові розробки з цієї проблеми у свій час демонструвався на ВДНГ колишнього Союзу РСР і України. Вони використовувалися і використовуються проектними організаціями Держводгоспу України, окремими господарствами, в навчальному процесі НУВГП та інших навчальних закладів України, Білорусі, Росії, Польщі.
Впровадження цих рекомендацій по реформованих умовах господарювання і власності вимагає подальшого їх наукового супроводу.

## Наукові праці
- Вознюк С. Т. Природні та антропогенні умови і фактори формування грунтового покриву Північно-Західного регіону України та їх врахування при землеробському його використанні //Вісник НУВГП: Зб. наук. пр.2007.- Вип.3(39), ч.1.- С.209-214.
- Вознюк С. Т., Личук Т. Є. Мульчування грунту як засіб попередження розвитку грунтової кірки в посівах на грунтах Північно-Західного регіону України //Вісник НУВГП: Зб. наук. пр.- 2007.-Вип.3(39), ч.1.-С.316-321.
- Вознюк С. Т. До питання про генезисгрунтів чорноземного типу грунтоутворення, їх класифікаційну приналежність та землеробське використання у Піцвнічно-Західному регіоні України // Вісник НУВГП: Зб.наук.-пр.-2009.-Вип.3(47).-Ч.1.-6 с.
- Вознюк С. Т. Роздуми про подальші напрямки розвитку землеробства у Північно — Західному регіоні України у зв язку з агрокліматичними та рунтово-гідрологічними умовами регіону і реформування АПК //Вісник Одеського національного університету.- т.14, вип..7,географічні та геологічні науки.-2009.-С.41-46
- Вознюк С. Т., Вознюк Н. М. До питання про необхідність посилення стійкості гідротермічно-меліорованих грунтів України в умовах реформування земельних відносин (на пошану професора Кіта) // Збірник Львівського Національного університету.-2008.-С.121-127.
- Вознюк С. Т. До питання про генезис грунтів чорноземного типу грунтотворення, їх кваліфікаційну приналежність та землеробське використання у Північно-Західному регіоні України//Вісник НУВГП: Зб.наук.пр.-2009.-Вип.3 (47).- Ч.1.-6с.